# Verbalintervention
Der Begriff Verbalintervention ist ein Begriff aus der Wirtschaft, der von Teilnehmern an der Börse gebraucht wird. Er wird verwendet, wenn eine vom Markt anerkannte Autorität, nur mit Worten (meistens gegenüber der Presse), auf den Handel und somit auf Preisniveaus einwirkt. Verbalinterventionen können heftige Reaktionen am Markt auslösen, die an der Volatilität abzulesen sind. Besondere Autorität bei den Marktteilnehmern genießen Zentralbank-Chefs, Wirtschafts- und Finanzministerien, Vorstandsvorsitzende (von börsennotierten Unternehmen) und Börsengurus. Aber auch anerkannte Wirtschaftswissenschaftler können durch Äußerungen auf den Markt einwirken.
Der Verbalintervention steht die physische Intervention gegenüber. Hier wirken reale Käufe und Verkäufe auf die Marktpreise ein.